# Ischnomesus birsteini
Ischnomesus birsteini är en kräftdjursart som beskrevs av Wolff 1962. Ischnomesus birsteini ingår i släktet Ischnomesus och familjen Ischnomesidae.
Artens utbredningsområde är havet kring Nya Zeeland. Inga underarter finns listade i Catalogue of Life.